# سيمون أوغوستوس
سيمون أوغوستوس (بالإنجليزية: Seimone Augustus) مواليد 30 أبريل 1984 في باتون روج، هي لاعبة كرة سلة أمريكية بدأت مسيرتها الاحترافية في سنة 2006. تم اختيارها من قبل فريق مينيسوتا لينكس خلال الدرافت تلعب مع فريق مينيسوتا لينكس في دوري الاتحاد الوطني لكرة السلة النسائية وتحمل الرقم 33. يبلغ طولها 6 قدم 0 بوصة (1.8 م). شاركت في دورة الألعاب الأولمبية الصيفية سنة 2008. فازت بلقب دوري المحترفات. شاركت 6 مرات في مباراة كل النجوم.

## سجل المنافسة
شاركت في المنافسات التالية:
- الألعاب الأولمبية الصيفية 2012
- الألعاب الأولمبية الصيفية 2016
- كأس العالم لكرة السلة للسيدات 2014

## الميداليات
| الميدالية | المسابقة                           |
| --------- | ---------------------------------- |
| ذهبية     | الألعاب الأولمبية الصيفية 2008     |
| ذهبية     | الألعاب الأولمبية الصيفية 2012     |
| ذهبية     | الألعاب الأولمبية الصيفية 2016     |
| ذهبية     | كأس العالم لكرة السلة للسيدات 2014 |
| برونزية   | كأس العالم لكرة السلة للسيدات 2006 |

## روابط خارجية
- سيمون أوغوستوس على موقع الاتحاد الدولي لكرة السلة (الإنجليزية)
- سيمون أوغوستوس على موقع الاتحاد الوطني لكرة السلة النسائية (الإنجليزية)
- سيمون أوغوستوس على موقع كرة السلة الأوروبية.كوم (الإنجليزية)
- سيمون أوغوستوس على موقع كلية كرة السلة في سبورتس رفرنس.كوم (الإنجليزية)
- سيمون أوغوستوس على موقع ريلجم (الإنجليزية)
- سيمون أوغوستوس على موقع بروبوليرز (الإنجليزية)
- سيمون أوغوستوس على موقع قاعة مشاهير كرة السلة للسيدات (الإنجليزية)
- سيمون أوغوستوس على موقع سبورتس رفرنس (الإنجليزية)
- سيمون أوغوستوس على موقع سبورتس رفرنس (الإنجليزية)
- سيمون أوغوستوس على موقع سبورتس رفرنس (الإنجليزية)